# Alejandro Estuardo
Alejandro Estuardo, duque de Albany, conde de March, y señor de la Isla de Man (1454 - 1485); segundo hijo de Jacobo II de Escocia y María de Gueldres.

## Vida
Nació en 1454. Antes del muerte de su padre en 1460, fue enviado a Güeldres para su educación. En 1468 participó en un golpe abandonado contra la familia Boyd, regentes para su hermano mayor el rey Jacobo III.
En 1479 huyó a Francia bajo la sospecha de su hermano. En 1482 cruzó a Inglaterra, donde hizo un tratado con Eduardo IV de Inglaterra. Por firmar este documento Alejandro obtuvo la ayuda de los ingleses con el derrocamiento de Jacobo III. Con el apoyo de un ejército inglés, encabezado por Ricardo, duque de Gloucester, el duque de Albany encarceló a su hermano en el Castillo de Edimburgo pero no pudo asegurar su control del gobierno. 
En 1485, bajo la amenaza de ejecución, Alejandro huyó otra vez a Francia, donde murió en un torneo; matado por la lanza del futuro Luis XII de Francia.